# Christopher Villiers
Christopher Francis Villiers (Londres, 7 de septiembre de 1960) es un actor y cineasta británico, reconocido por su participación en películas como Top Secret!, First Knight, Domingo sangriento y Fisherman's Friends.

## Filmografía

### Cine y televisión
- The Scarlet Pimpernel (1982) - Anthony Dewhurst
- Top Secret! (1984) - Nigel "La Antorcha"
- A Hazard of Hearts (1987) - Jackson
- First Knight (1995) - Sir Kay
- Sliding Doors (1998) - Steve
- Bloody Sunday (2002) - Mayor Steele
- Two Men Went to War (2002) - Dr. Oliver Holmes
- Kidulthood (2006) - Sr. Fineal
- From Time to Time (2009) - Oficial
- The Shouting Men (2010) - Christopher
- Land Gold Women (2011) - Timothy James
- The Knot (2012) - Sr. Giddings
- Seven Lucky Gods (2014) - Adrian
- Chasing Robert Barker (2015) - Robert Barker
- The Coroner (2015) -Tim Morris
- The Saint (2017) - Arthur Templar
- The ABC Murders (2018) - Carmichael Clarke[4]
- Fisherman’s Friends (2019) - Charles Montague